# Rhinolophus shameli
Rhinolophus shameli (Tate, 1943) è un Pipistrello della famiglia dei Rinolofidi diffuso nell'Ecozona orientale.

## Descrizione

### Dimensioni
Pipistrello di piccole dimensioni, con la lunghezza della testa e del corpo tra 52 e 55 mm, la lunghezza dell'avambraccio tra 44 e 49 mm, la lunghezza della coda tra 15 e 25 mm, la lunghezza del piede di 9 mm, la lunghezza delle orecchie tra 16 e 22 mm e un peso fino a 12,5 g.

### Aspetto
Le parti dorsali variano dal bruno-dorato brillante al marrone con la base dei peli bianco-grigiastra, mentre le parti ventrali sono giallo-arancioni o giallo-brunastre chiare con la base dei peli color crema. Le orecchie sono piccole. La foglia nasale presenta una lancetta bassa, triangolare, con la base larga e i bordi leggermente convessi, un processo connettivo con il profilo arcuato e con l'attaccatura superiore ricoperta di corti peli, una sella con i bordi paralleli. La porzione anteriore è larga, copre completamente il muso ed ha una foglietta secondaria sotto di essa. Il labbro inferiore ha tre solchi longitudinali. La coda è lunga ed inclusa completamente nell'ampio uropatagio. Il primo premolare superiore è situato lungo la linea alveolare. 

### Ecolocazione
Emette ultrasuoni ad alto ciclo di lavoro con impulsi a frequenza costante di 65–67 kHz nei maschi, 69-79 nelle femmine del Laos.

## Biologia

### Comportamento
Si rifugia all'interno di grotte.

### Alimentazione
Si nutre di insetti.

## Distribuzione e habitat
Questa specie è diffusa nel Myanmar centro-orientale, Thailandia centrale e orientale, Koh Chang, Vietnam centro-occidentale, Laos e Cambogia.
Vive nelle foreste sempreverdi indisturbate, nelle foreste secondarie e decidue.

## Conservazione
La IUCN Red List, considerato il vasto areale, la tolleranza alle modifiche ambientali e la popolazione presumibilmente numerosa, classifica R.shameli come specie a rischio minimo (Least Concern)).